# خوسيه ديميتريو رودريغيز
خوسيه ديميتريو رودريغيز (بالإسبانية: José Demetrio Rodríguez)‏ هو مدرس وعالم نبات إسباني، ولد في فبراير 1780 في إشبيلية في إسبانيا، وتوفي في 2 يونيو 1846 في مدريد في إسبانيا.